# Jason Isaacs
Jason Isaacs (Liverpool, 6 de junho de 1963) é um ator britânico. Formado em direito em 1985 pela Universidade de Bristol, trabalhou na televisão antes de migrar para o cinema. É o terceiro de quatro filhos e pai de duas filhas.

## Filmografia
- 1989 - As Atrapalhadas de um Conquistador
- 1991 - Ashenden (TV)
- 1991 - Aruslan Sênki
- 1992 - Civvies (TV)
- 1994 - Shopping - Alvo do Crime
- 1995 - Pensamentos Perigosos
- 1995 - Loved Up (TV)
- 1995 - A Relative Stranger (TV)
- 1995 - Dangerous Lady
- 1996 - Coração de Dragão
- 1996 - Guardians
- 1996 - Burn Your Phone
- 1997 - O Enigma do Horizonte (Event Horizon)
- 1997 - The Fix (TV)
- 1998 - The Last don II (TV)
- 1998 - Armageddon
- 1998 - Divorcing Jack
- 1998 - Soldado do Futuro
- 1999 - Cinco Dias de Conspiração
- 1999 - Fim de Caso
- 2000 - O Patriota
- 2001 - Doce Novembro
- 2001 - The Tag
- 2001 - The Last Minute
- 2001 - Hotel
- 2001 - Black Hawk Down (Michael D. Steele)
- 2002 - Códigos de Guerra
- 2002 - Paixão (Passionada)
- 2002 - High Times Potluck
- 2002 - O Terno de 2 Bilhões de Dólares
- 2002 - Harry Potter e a Câmara Secreta (Lúcio Malfoy)
- 2002 - Resident Evil: O Hóspede Maldito (William Birkin)
- 2003 - Peter Pan
- 2004 - O Pecado da Fé
- 2005 - Elektra
- 2005 - Nine Lives
- 2005 - The Chumscrubber
- 2005 - Tennis, Anyone...?
- 2005 - Harry Potter e o Calice de Fogo (Lúcio Malfoy)
- 2006 - Amigas com Dinheiro
- 2006 - Shamrock Boy
- 2006 - State Within, The (TV)
- 2007 - Harry Potter e a Ordem da Fênix (Lúcio Malfoy)
- 2007 - Brotherhood (TV)
- 2009 - Harry Potter e o Enigma do Principe (Lúcio Malfoy)
- 2010 - Green Zone
- 2010 - Harry Potter e as Relíquias da Morte - Parte I (Lúcio Malfoy)
- 2011 - Harry Potter e as Relíquias da Morte - Parte II (Lúcio Malfoy)
- 2011 - Sem Saída (Kevin)
- 2012 - Resident Evil: Retribution (Dr. William Birkin)
- 2012 - Awake
- 2013 - Sweetwater
- 2013 - A Single Shot
- 2014 - Fury
- 2016 - The OA
- 2016 - A Cure for Wellness
- 2017 - A Morte de Stalin (Georgy Zhukov)
- 2017 - Star Trek: Discovery (Cap. Lorca)[1]
- 2018 - Hotel Mumbai
- 2019 - Tiānhuǒ
- 2021 - Streamline[2]
- 2021 - Sex Education
- 2022 - Good Sam